# Capilla Sassetti

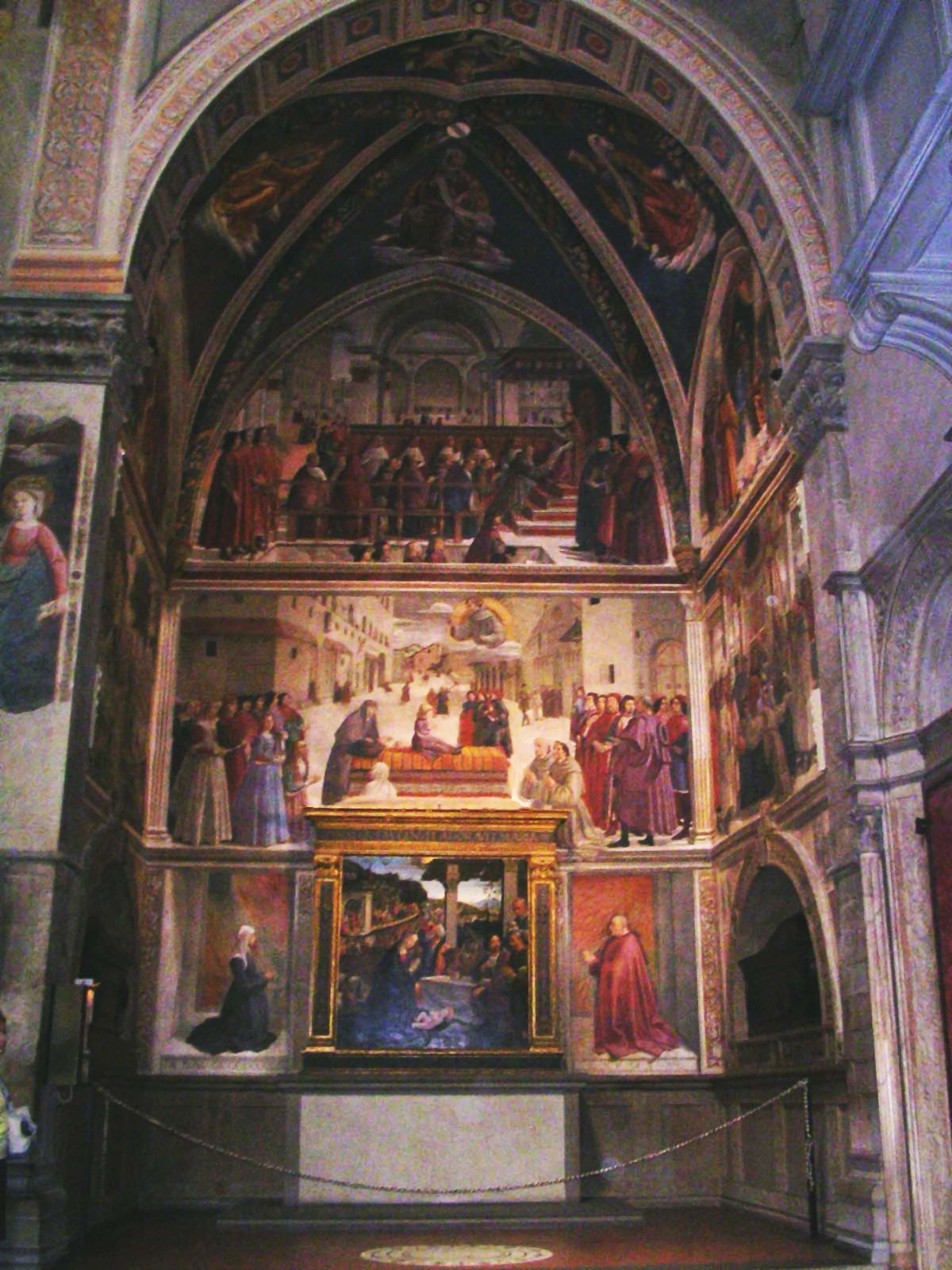
Resumen de la capilla

La Capilla Sassetti (en italiano: Cappella Sassetti ) es una capilla situada en la basílica de la Santa Trinidad en Florencia, Italia. Es especialmente notable por sus frescos de las Historias de San Francisco, considerados la obra maestra de Domenico Ghirlandaio. 

## Historia
Francesco Sassetti (1421–1490) era un rico banquero y miembro del entorno inmediato de la familia Medici, para la cual dirigió el Banco Medici. En 1478 adquirió la capilla de San Francisco en Santa Trinidad, después de se rechazara su propuesta de agregar una decoración que retratara al santo, hecha a los dominicos de Santa Maria Novella donde su familia había tenido una capilla (más tarde también pintada al fresco por Ghirlandaio, y ahora conocida como la Capilla de Tornabuoni ) desde el siglo XIV. 

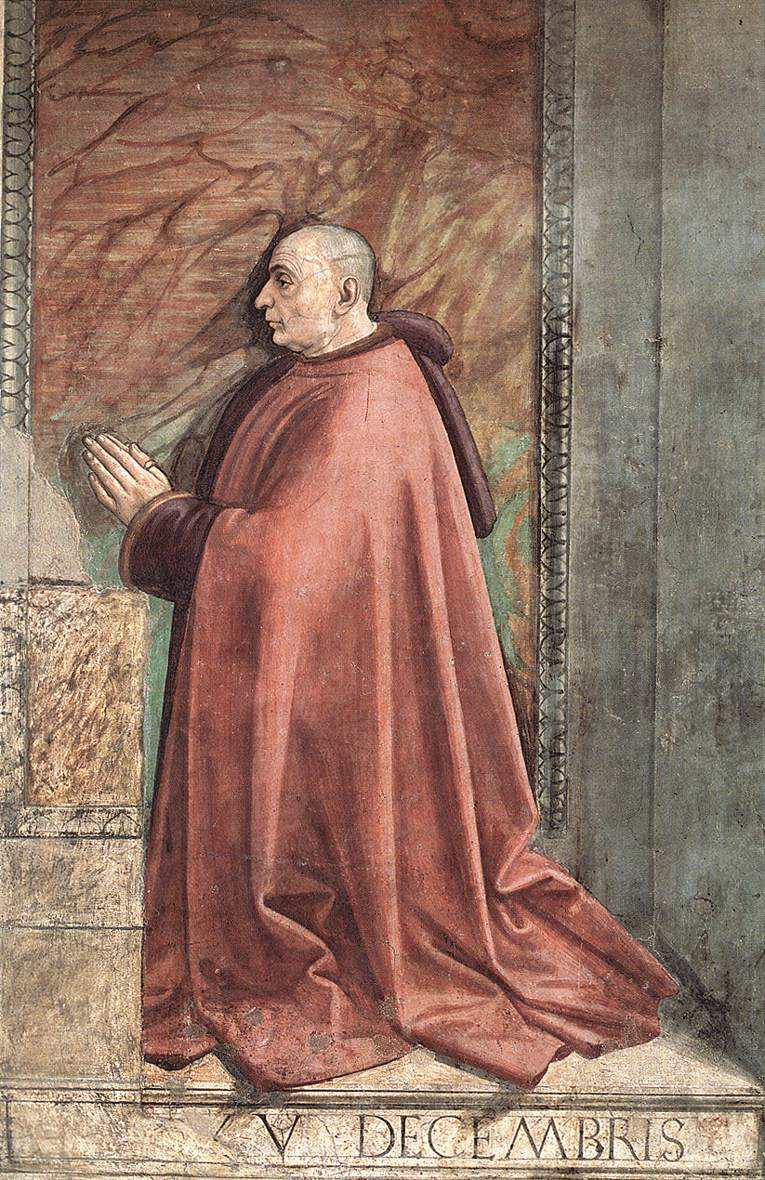
Retrato de donante de Francesco Sassetti

Encomendó la ejecución de los frescos al artista más famoso de la ciudad, Domenico Ghirlandaio . La fecha del contrato es la que aparece firmada junto a los retratos de Sassetti y su esposa (25 de diciembre de 1480), aunque el trabajo no se llevó a cabo hasta entre 1483 y 1486. El retablo central, que representa la Adoración de los pastores, data de 1485. 
Ghirlandaio retrató numerosas figuras de la sociedad florentina contemporánea en las escenas. Todo el trabajo muestra la importancia de la influencia que en Ghirlandaio tuvo la escuela flamenca, en particular el tríptico Portinari de Hugo van der Goes, llevado por este a Florencia en 1483 y que ahora está en los Uffizi. 
La capilla fue restaurada en 2004. 

## Estructura
La capilla, como la iglesia en la que se encuentra, es de estilo gótico, caracterizada por un arco ojival. 
El ciclo de frescos cubre tres paredes enmarcadas por elementos arquitectónicos ficticios. El retablo también está enmarcado por una decoración de mármol pintado. Las dos paredes laterales albergan las tumbas de Francesco Sassetti y su esposa Nera Corsi, debajo de un arco dorado, una creación de Giuliano da Sangallo. Al lado del altar hay retratos de los dos mecenas en posición arrodillada, Nera Corsi a la izquierda y Sassetti a la derecha están dirigiendo sus oraciones hacia el retablo central de la Adoración de los Pastores, también de Ghirlandaio. 
Los frescos de Ghirlandaio también se pueden ver en la pared superior del crucero, fuera de la capilla. Esta zona fue enlucida en el siglo XVIII, las pinturas se redescubrieron en 1895, lo que explica su peor estado de conservación. El trabajo fuera de la capilla Sassetti se atribuye a los tres hermanos Ghirlandaio (Domenico, David y Benedetto) y sus asistentes.  

 La primera escena pintada en la capilla es la Sibila Tiburtina anuncia la llegada de Jesús a Augusto. La Sibila es probablemente un retrato de la hija de Sassetti, Sibilla. En la pilastra que divide la Capilla Sassetti de la capilla posterior hay una estatua de David pintada en grisaille. En la bóveda de la capilla se encuentran las cuatro Sibilas, rodeadas de aureolas en llamas y extendiendo banderolas que describen su papel profético según lo escrito por Virgilio: 

Hec teste Virgil Magnus, en ultima autem etate;
Verbum invisible palapabitur germinabit.

 Solo las caras de las Sibilas se atribuyen a Ghirlandaio; los cuerpos probablemente fueron realizados por asistentes de su taller. 

## Lashistorias de san Francisco
El ciclo de frescos se extiende sobre tres paredes de la capilla e incluye seis escenas: 
- Renuncia a los Bienes Mundanos
- La Confirmación de la Regla Franciscana
- La Prueba del Fuego
- El Milagro de los Estigmas
- Muerte de san Francisco
- La Resurrección del Niño

Posiblemente, Ghirlandaio nunca había visto las Historias de San Francisco en la Basílica de San Francisco de Asís, pero ciertamente debió haberlas visto en la Capilla Bardi de Santa Croce en Florencia, pintadas por Giotto a principios del siglo XIV. 

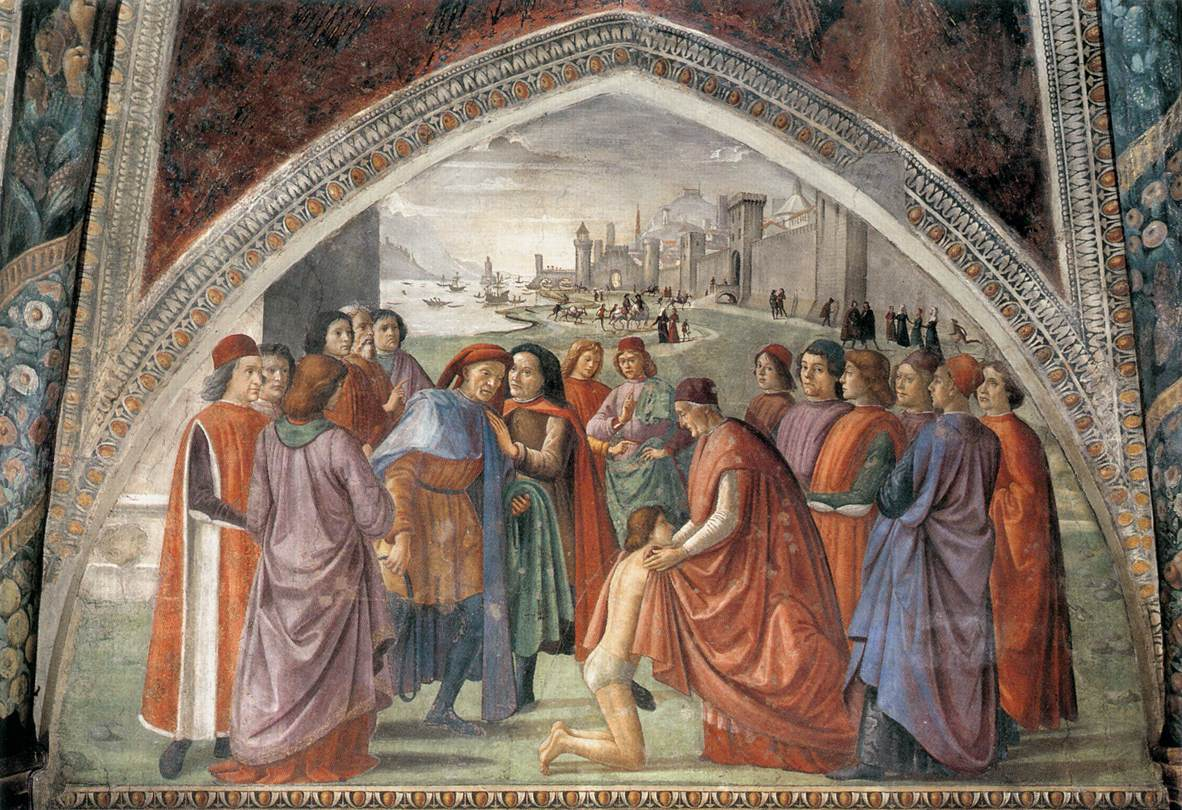
La Renuncia a los Bienes Mundanos

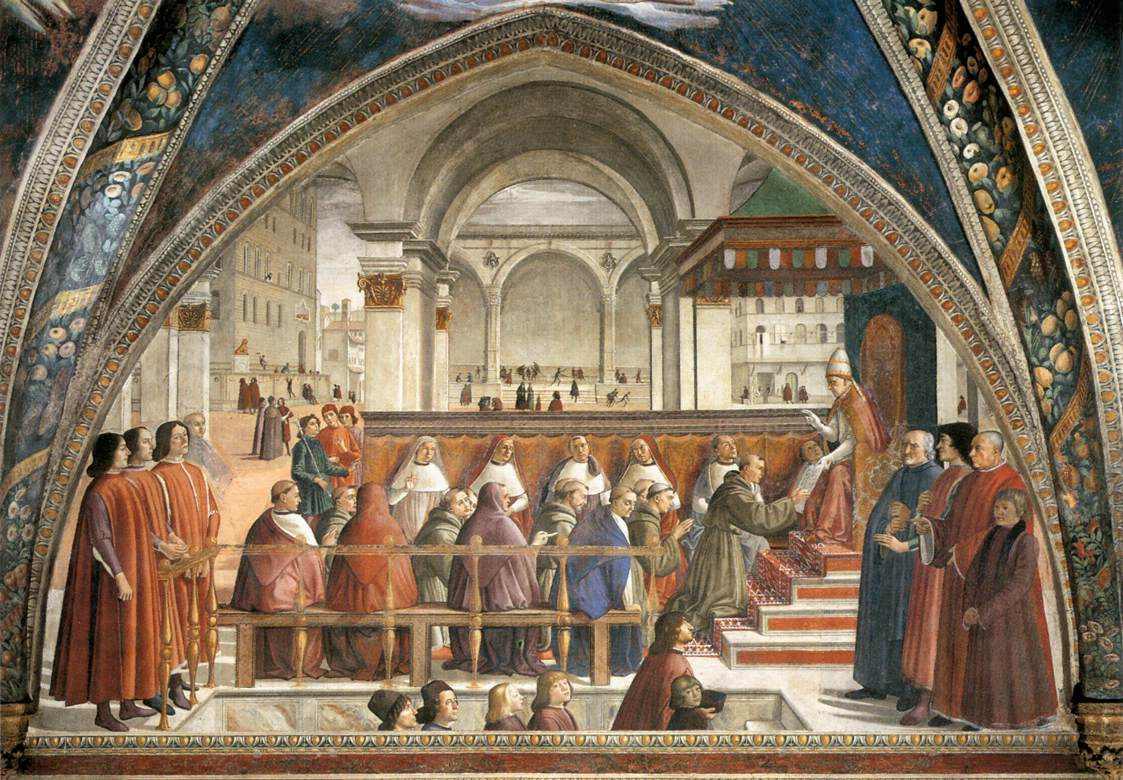
La Confirmación de la Regla Franciscana

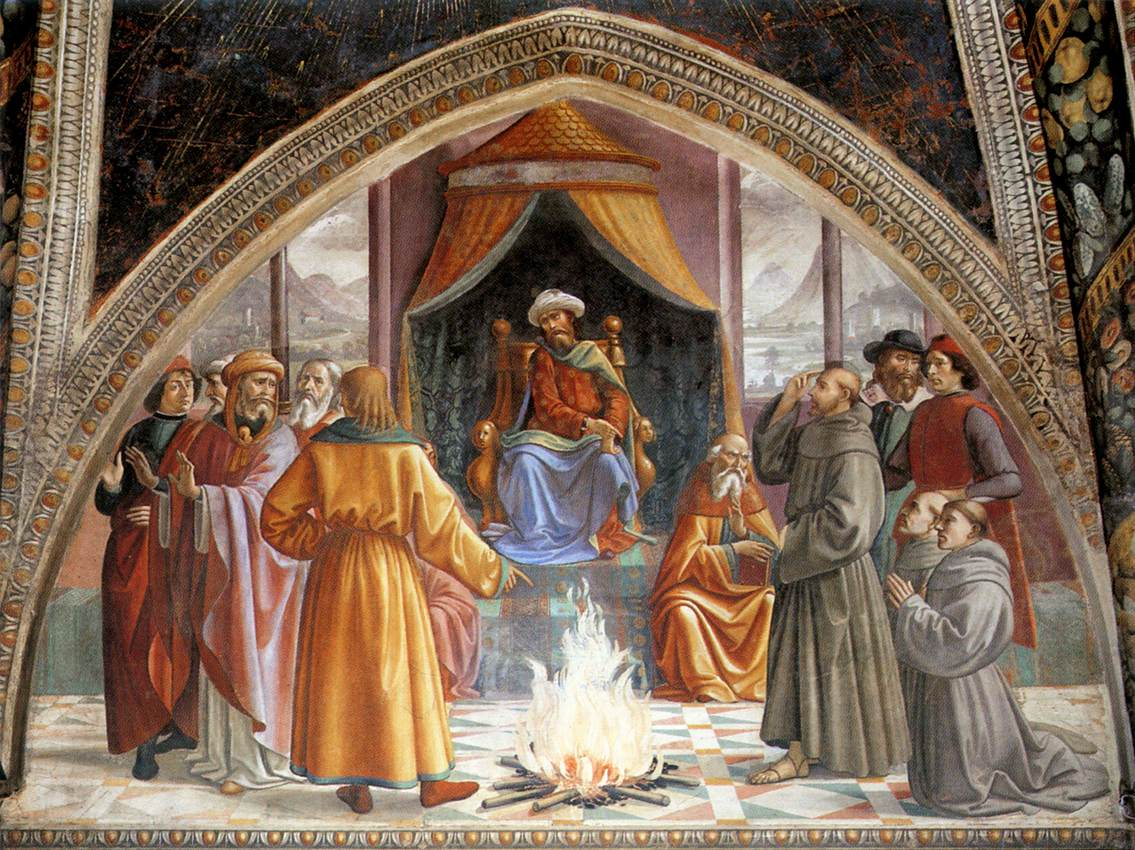
La Prueba de Fuego

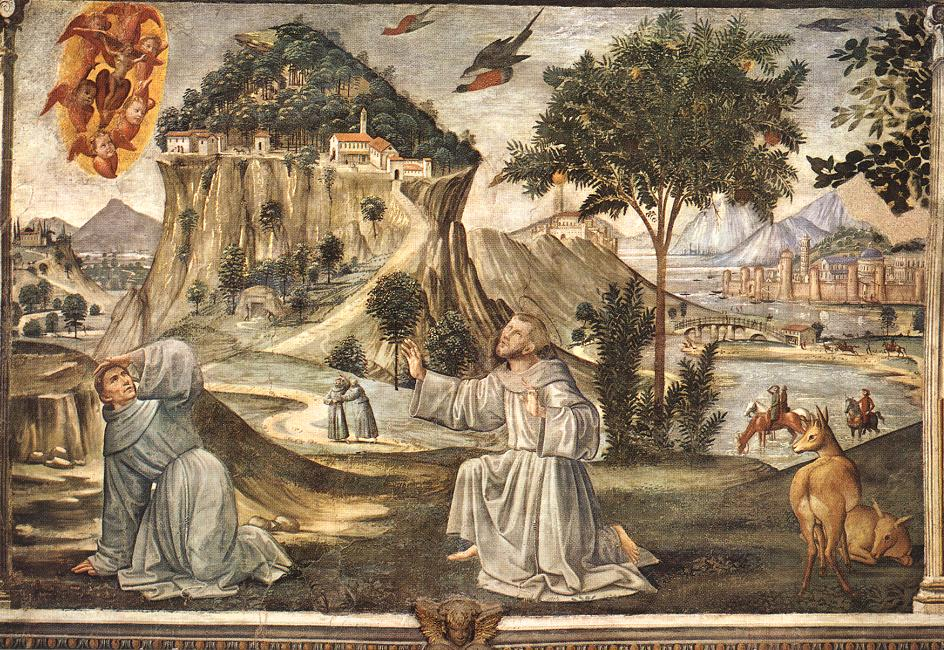
Los Estigmas de San Francisco

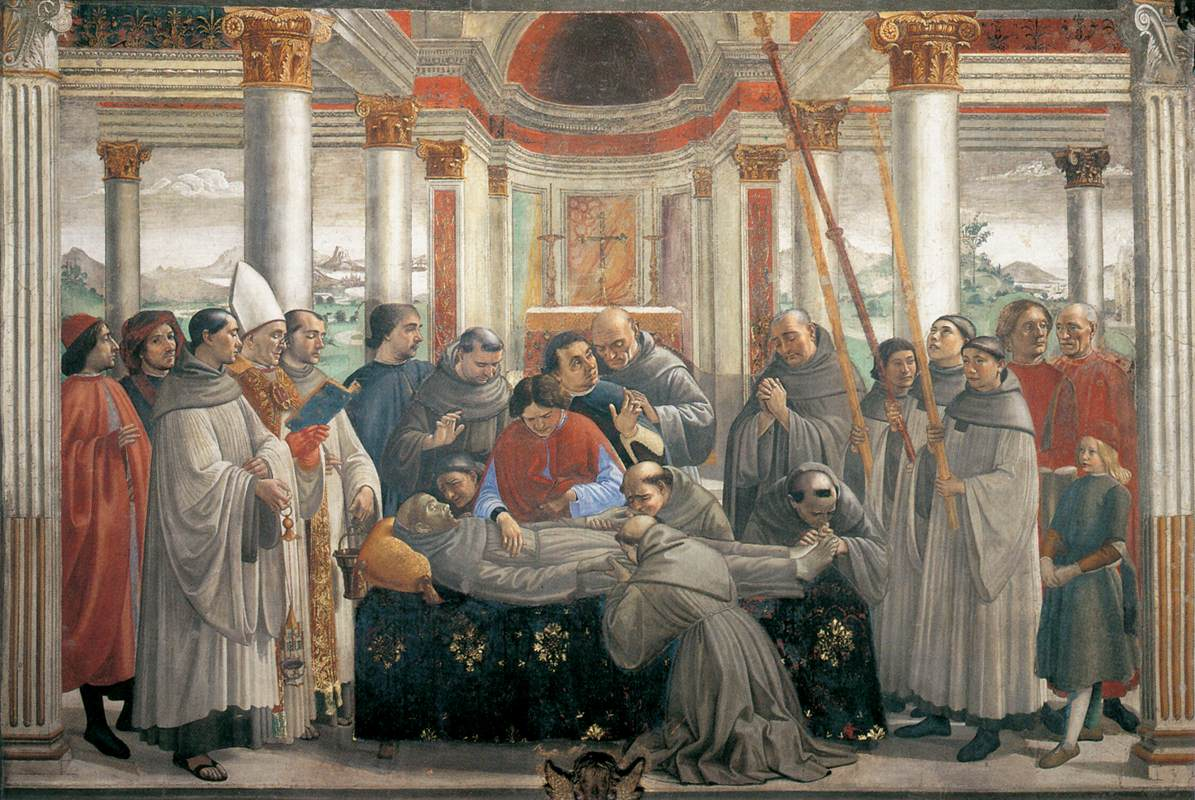
La Muerte de San Francisco

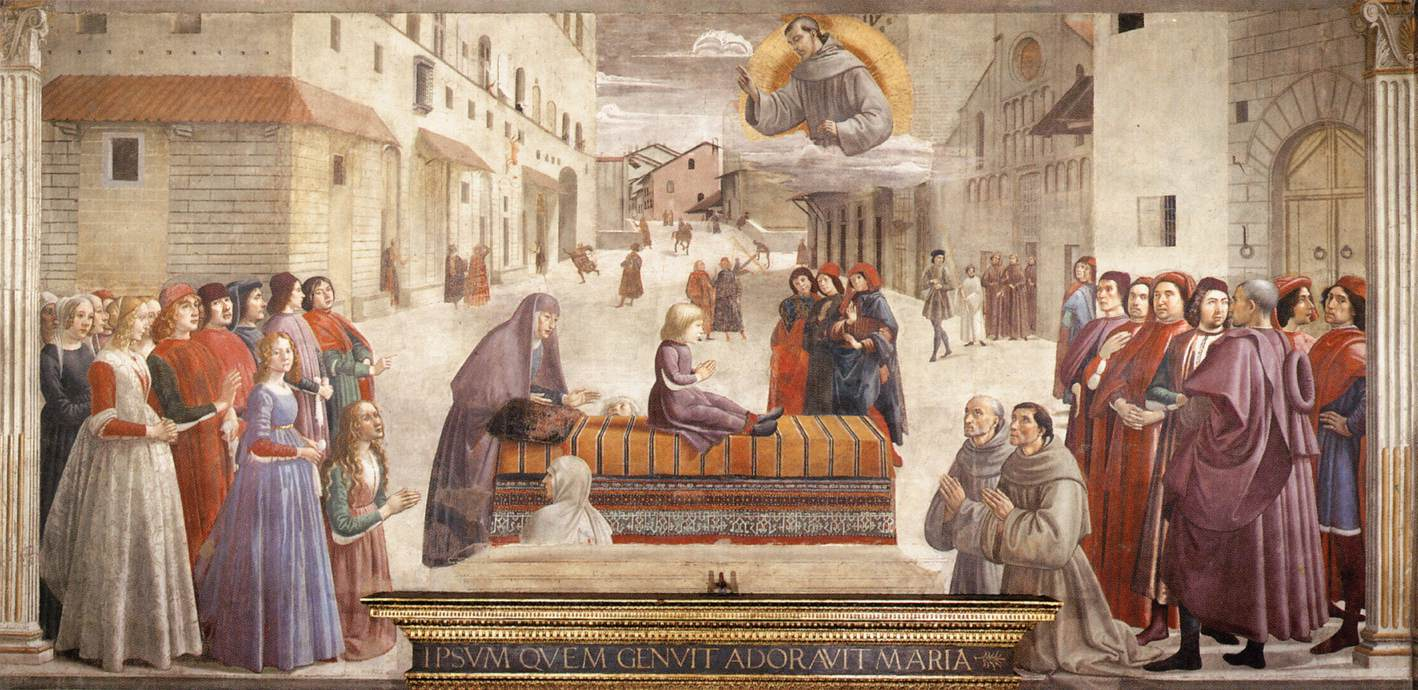
La Resurrección del Niño

### Renuncia a los Bienes Mundanos
Esta escena se encuentra en la pared superior izquierda, y retrata al joven Francisco que, después de haber renunciado a todos sus bienes al quitarse la ropa públicamente, es protegido por el obispo de Perugia. Se muestra al padre de Franciso, furioso, y siendo retenido por algunas personas. La escena se desarrolla en una ciudad del norte de Europa, probablemente Ginebra o Lyon, donde Sassetti había estado al servicio de los Medici. Las figuras secundarias podrían haber sido realizadas por los hermanos y el taller de Domenico. 

### La Confirmación de la Regla
Esta escena, en la parte superior de la pared central, representa a San Francisco recibido por el Papa Inocencio III en 1209 en la Catedral de San Juan de Letrán en el momento de la sanción de la Orden Franciscana por el Papa. Las figuras están representadas en el interior de una catedral, de modo que el arco de la capilla se asemeja al arco triunfal de la iglesia. La escena se desarrolla en Florencia en lugar de en Roma, el fondo muestra la Piazza de la Señoría, el Palazzo Vecchio y la Loggia dei Lanzi, que en esa época no contenía estatuas. La elección de la ciudad fue una alusión al poder y el estatus que Florencia tenía entonces; en los círculos humanistas se consideraba una nueva Roma o Jerusalén. 
Un dibujo, que ahora está en Berlín, muestra que inicialmente Ghirlandaio había pretendido una iconografía más tradicional siguiendo la de los frescos en Santa Croce y sin los retratos. Más tarde lo modificó, dividiendo el espacio pictórico en tres planos: los escalones, la iglesia y el fondo. A la derecha, en primer plano, están el cuñado de Sassetti, el Gonfaloniere di Giustizia Antonio di Puccio Pucci; el empleador de Sassetti, Lorenzo de Médici; Francesco Sassetti mismo y su hijo Federico. Lorenzo levanta la mano para saludar a Angelo Poliziano, el tutor de sus hijos que aparece subiendo las escaleras. Son Giuliano, Piero y Giovanni, el futuro Papa León X, seguidos de otros miembros de la Academia Humanista, Luigi Pulci y Matteo Franco. Sassetti señala a sus hijos mayores al otro lado de las escaleras: Galeazzo, Teodoro y Cosimo. 
Esta pintura, que se considera una de las obras maestras de Ghirlandaio, proporciona los retratos más confiables de estas personas del siglo XV, ya que, a diferencia del trabajo de Botticelli, que también pintó a miembros de la casa de los Medici, no están estilizados ni parecen haber sido idealizados. 

### La Prueba de Fuego
Esta escena está situada en la parte superior de la pared de la derecha. Representa a San Francisco predicando al sultán ayubí Al-Kamil, quien le pidió que caminara sobre un fuego para demostrar su santidad. La obra es bastante similar a la de Giotto en Santa Croce con el sultán en el medio, San Francisco a la derecha con sus hermanos frailes, pero con la innovación de Ghirlandaio de una figura en primer plano que está de espaldas al observador. Es una de las partes mejor ejecutadas del ciclo. 

### El Milagro de los Estigmas
En la parte inferior de la pared izquierda está   representado San Francisco arrodillado, con los brazos abiertos, recibiendo el signo divino de una aparición del Cristo crucificado sujetado por un grupo de querubines. El fresco fue realizado en diez días. Aunque presenta una iconografía similar al trabajo de Giotto en Santa Croce, es más probable que Ghirlandaio se inspirase en el relieve de mármol del púlpito de Benedetto da Maiano, que también está en Santa Croce. El milagro aquí representado ocurrió en La Verna, cuyos castillos se pueden ver en el fondo, y el freco se caracteriza por una representación naturalista de excelente calidad, como se aprecia en la buena ejecución de la pareja de ciervos. A la derecha se puede ver una ciudad en un lago, una representación fantasiosa de Pisa con su Duomo y la Torre Inclinada . 

### La Muerte de San Francisco
La última escena del conjunto está en la parte inferior de la pared derecha y se finalizó en 28 días. Muestra al santo muerto acostado en un catafalco en medio de una gran iglesia renacentista, rodeado de numerosas figuras. Que la composición se deriva del trabajo de Giotto en Santa Croce se ve claramente en varios elementos, incluidos los gestos de los monjes, aunque Ghirlandaio agregó diferentes detalles, como el fondo monumental y las distintas respuestas de las diferentes figuras. 
Las tres personas a la derecha, un padre con su hijo y su sobrino, probablemente eran parientes de la familia Sassetti. A la derecha, el tutor Poliziano vuelve a ser retratado junto a Bartolomeo Fonzio . 

### La Resurrección del Niño
Esta escena retrata un milagro póstumo de San Francisco, relacionado con la familia Sassetti y, por esta razón, está ubicado en una posición central de la capilla. Retrata la resurrección de un niño que había muerto al caer del Palacio Spini Feroni, un palacio situado en la plaza frente a Santa Trinita. Según algunas autoridades, Ghirlandaio se inspiró en El pago del tributo de Masaccio en la Capilla Brancacci. 
El niño resucitado está en el medio de la composición, sentado con las manos juntas en una cama cubierta con cortinas de estilo oriental. San Francisco, que está representado como una aparición, lo bendice desde el cielo, mientras que, a ambos lados, un grupo de personas asiste a la escena. Entre las personas retratadas se encuentran numerosas figuras de la Florencia contemporánea. Las cinco mujeres de la izquierda son probablemente las hijas de Sassetti, sus esposos o novias son visibles a la derecha en primer plano. El último hombre en la primera fila izquierda es el propio Ghirlandaio. También es notable la presencia de una sirvienta morisca. Las otras figuras retratadas a la derecha son: Maso degli Albizzi, Angelo Acciaioli, Palla Strozzi y Neri di Gino Capponi . Las dos últimas personas a la derecha son probablemente Poliziano y Fonzio. 
La escena también es importante, ya que muestra en detalle la apariencia de la plaza de Santa Trinita en el siglo XV, con la antigua fachada románica de la iglesia, el Palazzo Spini Feroni aún con la apariencia de una fortaleza y un Puente Santa Trinidad sin decoración. Las tres figuras detrás del féretro se atribuyen a los asistentes. 

## El retablo

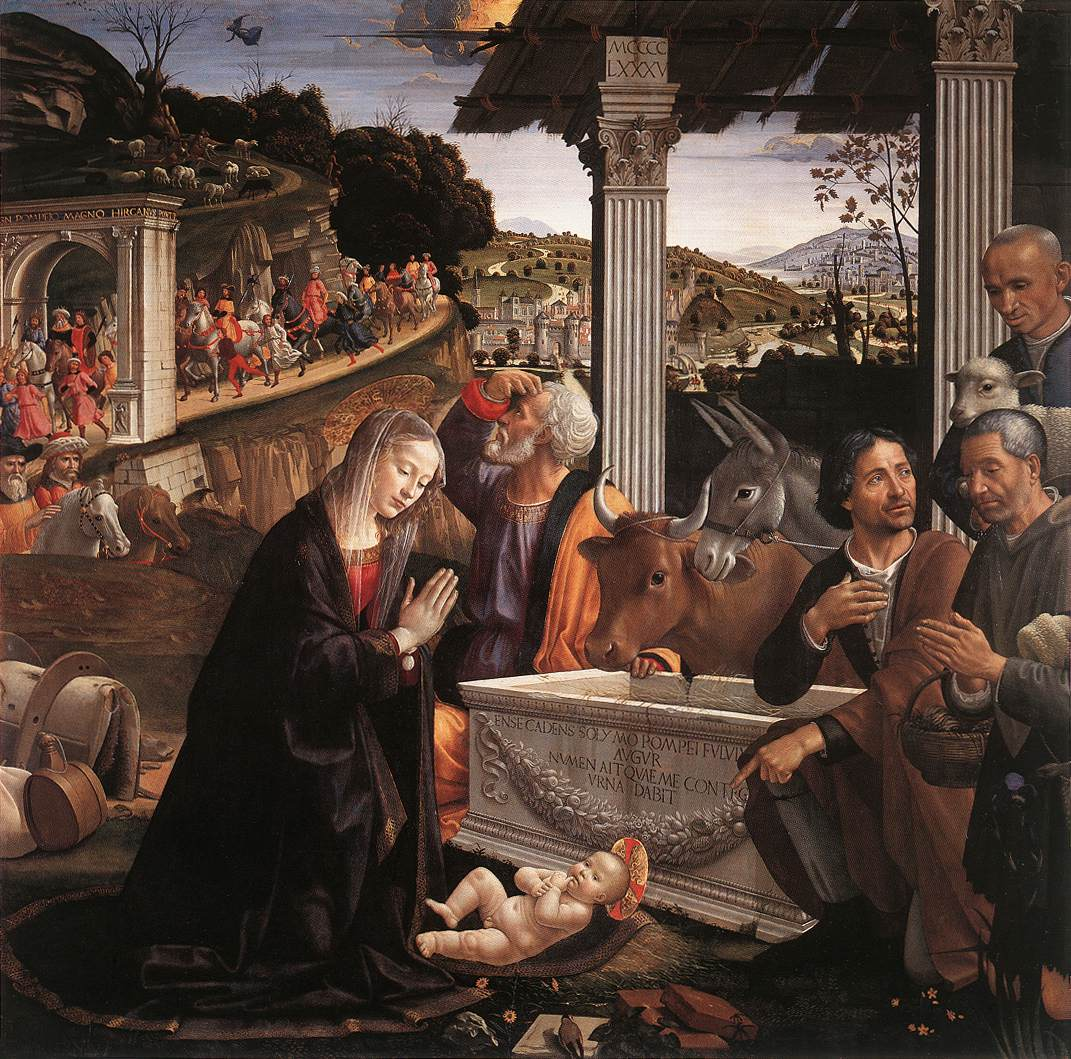
La adoración de los pastores

La adoración de los pastores fue pintada en 1485. Es reconocida como una de las obras maestras de Ghirlandaio, así como una obra de la escuela de pintura florentina. El trabajo muestra claras influencias de la escuela flamenca, ya que el artista estudió el retablo Portinari de Hugo van der Goes, que la familia Portinari llevó a Florencia en 1483 para la iglesia de Sant'Egidio. La inspiración de Ghirlandaio en ese trabajo se muestra mediante el posicionamiento y el manejo realista de los tres pastores a la derecha, uno de los cuales es el autorretrato del artista. El marco tiene la inscripción "Ipsum quem genuit adoravit Maria" ("El que adora a María"), probablemente una referencia al propio Ghirlandaio. 
La pintura flamenca también influye en la atención al detalle: cada objeto tiene un papel simbólico preciso; y la perspectiva bien definida, con el paisaje desvaneciéndose hacia una representación detallada de una colina y una ciudad. La ciudad más alejada, a la derecha, es una Jerusalén simbólica con el edificio abovedado; delante de ella hay un árbol muerto, una referencia a su conquista. La ciudad de la izquierda representa Roma, con los dos sepulcros de los emperadores "proféticos", Augusto y Adriano (que, en ese momento, se pensaba que estaba enterrado bajo la Torre de las Milicias ). En la ciudad, sin embargo, se puede ver una iglesia que se asemeja a Santa María del Fiore, un indicio del papel de Florencia como una nueva Roma. 
El retablo está flanqueado por los dos retratos de los donantes arrodillados. 
La escena se desarrolla en un jardín floreciente, con María en primer plano a la izquierda, arrodillada frente al Niño. El pesebre, ante el cual yace el Niño, es un antiguo sarcófago romano con la inscripción "Ense cadens soly mo Pompei Fulvi [us] augur Numen aitquae me conteg [it] urna dabit", una alusión a la venida de Cristo a través de la profecía de Fulvio, asesinado por Pompeyo el Grande durante la conquista romana de Jerusalén. La profecía dice que del sarcófago que alberga sus restos se levantará un Dios, una referencia a la victoria del cristianismo sobre el paganismo. 
Junto a María está San José mirando hacia arriba mientras, en el fondo, un ángel anuncia a los pastores la venida de Cristo, mientras que a la izquierda, la larga procesión de los Reyes Magos pasa por debajo de un arco triunfal . El arco tiene la inscripción: "Gn [eo] Pompeo Magno Hircanus Pont [ifex] P [osuit]" ("El sacerdote Hircanus erigió [este arco] en honor de Gnaius Pompey el Grande"). A la izquierda, los dos Reyes Magos más cercanos están mirando una luz visible desde arriba del techo de la cabaña, que tal vez proviene de la estrella. Detrás del sarcófago hay un buey y un burro, símbolos de los judíos y los gentiles . 
Las tres rocas en el primer plano son una insinuación a Sassetti, cuyo nombre en italiano significa "rocas pequeñas". Encaramado en una de ellos hay un jilguero, símbolo de la Pasión y resurrección de Cristo. 